# Igor Děnisov
Igor Vladimirovič Děnisov (rusky Игорь Владимирович Денисов; * 17. května 1984, Leningrad, RSFSR, Sovětský svaz) je bývalý ruský fotbalový záložník, který naposledy nastupoval za moskevský Lokomotiv.
Se Zenitem Petrohrad (kde působil dlouhou dobu jako kapitán) vyhrál v sezónách 2007, 2010 a 2011/12 nejvyšší ruskou ligu a v sezóně 2010 i ruský fotbalový pohár (tedy double), v ročnících 2008 a 2011 ruský Superpohár. Se stejným týmem se radoval i z triumfu v Poháru UEFA 2007/08 a Superpoháru UEFA 2008.
Na jaře 2022 otevřeně odsoudil ruskou invazi na Ukrajinu.

## Klubová kariéra
- Turbostrojitěl Petrohrad (mládež)
- Zenit Petrohrad 2002–2013
- FK Anži Machačkala 2013
- FK Dynamo Moskva 2013–

## Reprezentační kariéra
V A-mužstvu Ruska debutoval 11. 10. 2008 v kvalifikačním utkání v Dortmundu proti reprezentaci Německa (porážka 1:2).
Zúčastnil se EURA 2012 v Polsku a na Ukrajině a MS 2014 v Brazílii.

### EURO 2012
Na EURU 2012 v Polsku a na Ukrajině odehrál všechny tři zápasy v základní skupině A, Rusku těsně unikl postup do čtvrtfinále.

### MS 2014
Italský trenér Ruska Fabio Capello jej vzal na Mistrovství světa 2014 v Brazílii. Rusko obsadilo se dvěma body nepostupové třetí místo v základní skupině H.

## Postoj k ruské invazi na Ukrajinu
Na jaře 2022 se Igor Vladimirovič postavil otevřeně proti ruské invazi na Ukrajinu. Označil ji za „nesmyslnou válku“ a „naprostou katastrofu“. „Možná mě za tato moje slova zavřou, nebo zabijí,“ uvedl Děnisov. Dodal, že už ale musel říct, co cítí.